# Anacamptodes humaria
Anacamptodes humaria là một loài bướm đêm trong họ Geometridae.